# Fânațele Bârca
Fânațele Bârca alcătuiesc o arie protejată situată în nord-estul României, pe teritoriul administrativ al județului Iași; desemnată sit de importanță comunitară (SCI) în scopul protejării biodiversității și menținerii într-o stare de conservare favorabilă a florei spontane și faunei sălbatice, precum și a habitatelor naturale de interes comunitar aflate în arealul zonei protejate.

## Localizare
Aria naturală se află în partea central-sudică a județului Iași pe teritoriul estic al satului Vocotești și cel nordic al localității Mânjești, în apropierea drumului județean DJ248, care leagă satul Ciurea de Curături.

## Descriere
Zona a fost declarată sit de importanță comunitară prin Ordinul Ministerului Mediului și Dezvoltării Durabile Nr.1964 din 13 decembrie 2007 (privind instituirea regimului de arie naturală protejată a siturilor de importanță comunitară, ca parte integrantă a rețelei ecologice europene Natura 2000 în România) și se întinde pe o suprafață de 148 hectare.

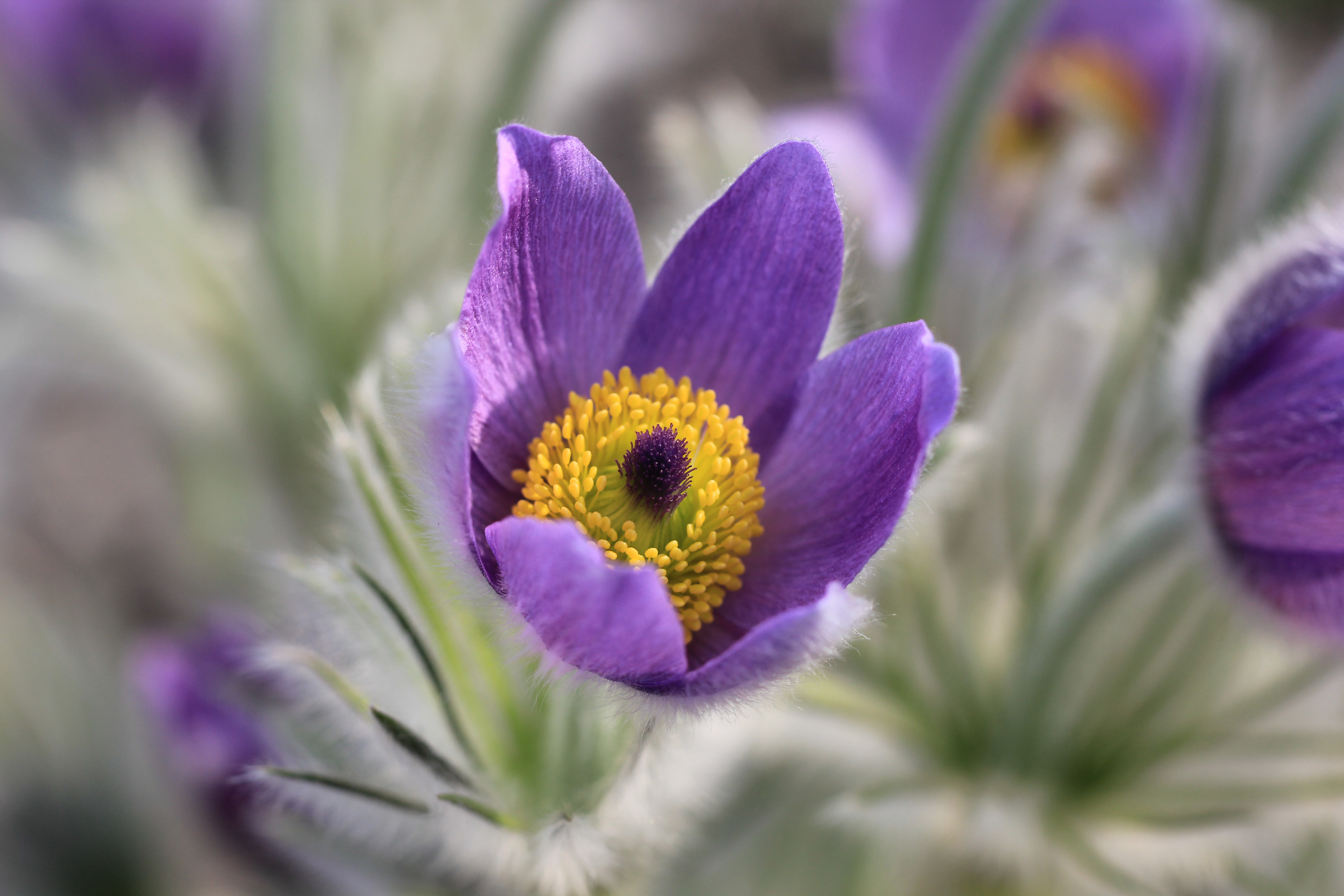
Sisinei (Pulsatilla grandis)

Situl reprezintă o zonă (încadrată în bioregiune continentală) de fâneță (stepe, lacuri, pajiști, tufărișuri) ce adăpostește floră și faună diversă și conservă habitate naturale de tip: Lacuri eutrofe naturale cu vegetație tip Magnopotamion sau Hydrocharition, Comunități de lizieră cu ierburi înalte higrofile de la nivelul câmpiilor, până la cel montan și alpin, Stepe ponto-sarmatice și Tufărișuri de foioase ponto-sarmatice.
Printre speciile faunistice și floristice aflate la baza desemnării sitului se află mamifere (popândău, un rozător din specia Spermophilus citellus, specie considerată vulnerabilă și aflată pe lista roșie a IUCN), insecte (fluture din specia Arytrura musculus) și plante din flora spontană: sisinei (Pulsatilla grandis) și stânjenei (Iris aphylla ssp. hungarica).

## Monumente și atracții turistice
În vecinătatea sitului se află numeroase obiective de interes istoric, cultural și turistic; astfel:

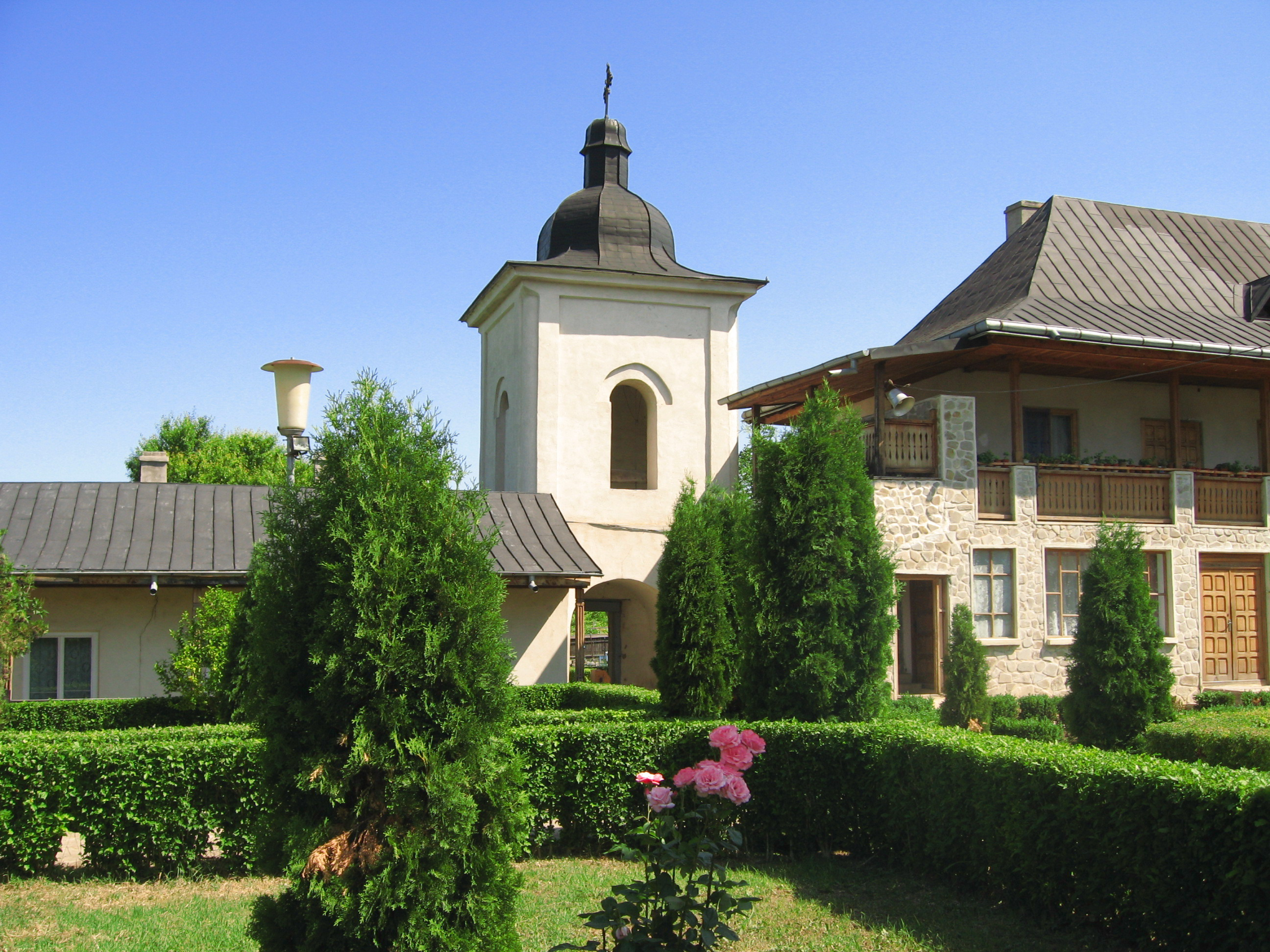
Mănăstirea Hlincea

- Mănăstirea Hlincea, este o mănăstire de călugări din secolul XVI, monument istoric clasificat prin codul IS-II-a-A-04180, amplasată într-un cadru pitoresc aflat la poalele dealului Cetățuia de la ieșirea din municipiul Iași.
- Biserica "Sf. Gheorghe" din Hlincea, construcție 1587, monument istoric.
- Biserica "Sf. Nicolae" din satul Picioru Lupului, construcție 1845, monument istoric.
- Moara „Hanul Șanta” din satul Curături, construcție secolul al XI-lea, monument istoric.
- Fabrica de cărămizi din Ciurea, construcție 1891, monument istoric.
- Situl arheologic "La Căprărie" de la Dumbrava (sec. I-II p. Chr., Latène, Eneolitic final, cultura Horodiștea-Erbiceni).
- Situl arheologic "Botul Cihanului" de la Ciurea (sec. XVII - XVIII, Epoca medievală, sec. X - XI, Epoca medieval timpurie, sec. VI - VIII, Epoca migrațiilor, sec. III-I a. Chr.).
- Situl arheologic "Zâne" de la Lunca Cetățuii (sec. XVII - XVIII, Epoca medievală, sec. VIII - IX, Epoca medieval timpurie, sec. IV p.Chr, Epoca daco-romană, Latène, cultura geto- dacică, Hallstatt timpuriu, Eneolitic, cultura Cucuteni, faza B, Eneolitic, cultura Cucuteni, faza A, Neolitic târziu, cultura ceramicii liniare).
- Situl arheologic "Dealul Bățului" de la Mogoșești (sec. XVII - XVIII, Epoca medievală, sec. XIII, Epoca medieval timpurie, sec. X - XI, Epoca medieval timpurie, sec. V - VII p. Chr., Epoca migrațiilor, sec. IV p.Chr, Epoca daco-romană, Hallstatt mijlociu și final, Latène, cultura geto- dacică, Eneolitic final, cultura Horodiștea-Erbiceni).